# Карпо (апостол)
Святи́й апо́стол Карпо́ — один з сімдесяти апостолів Ісуса Христа.
Карпо був супутник Павла під час його апостольських мандрівок, проповідував вчення Христа на острові Крит та у Фракії, помер у м. Берії, бувши міським єпископом (I ст.).
Пам'ять — 8 червня.